# Westfrankenreich

Das Westfrankenreich (lateinisch Francia occidentalis) war der westliche Teil des aufgeteilten Frankenreichs. Es entstand 843 durch den Vertrag von Verdun und wurde 870 durch den Vertrag von Meerssen erweitert, darauf 880 durch den Vertrag von Ribemont geschmälert. Aus dem westfränkischen Reich entwickelte sich im Lauf des 9. und 10. Jahrhunderts das Königreich Frankreich.
Der Prozess der Entstehung Frankreichs vollzog sich langsam und schrittweise und war den damals Lebenden kaum bewusst. Daher lässt er sich schwer zeitlich fixieren. Man nimmt an, dass der Vorgang spätestens mit dem Dynastiewechsel von 987 (Übergang von den Karolingern zu den Kapetingern) abgeschlossen war. Daher werden die ab 987 regierenden Kapetinger stets als Könige von Frankreich bezeichnet. Die karolingischen und robertinischen Könige in der Zeit zwischen der Mitte des 9. Jahrhunderts und 987 werden in der modernen populärwissenschaftlichen und wissenschaftlichen Literatur teils als westfränkische, teils als französische Könige bezeichnet, je nachdem, wo die betreffenden Forscher den Übergang vom Westfrankenreich zu Frankreich ansetzen. Alle diese Periodisierungsansätze sind willkürlich. Auch der Wechsel von 987 wurde von den Zeitgenossen nicht als tiefer Einschnitt oder gar als eine Reichsgründung aufgefasst. Man sah darin damals nicht einmal die endgültige Entmachtung der Karolinger, sondern nur eine Episode in einem seit langem andauernden Machtkampf zweier rivalisierender Geschlechter. Erst im Lauf der folgenden Jahrzehnte erwies sich die kapetingische Herrschaft als dauerhaft.
Mit dem Vertrag von Verdun (843) wurde das Fränkische Reich in drei Teile aufgeteilt:
- Westfrankenreich, das spätere Frankreich
- Ostfrankenreich, der Vorläufer des Heiligen Römischen Reiches
- Das Mittelreich (auch Lotharii Regnum) hatte keinen dauerhaften Bestand. Es wurde zunächst 855 geteilt (Prümer Teilung), aber bald darauf zu einem Teil auf die beiden anderen Reiche aufgeteilt (Vertrag von Meerssen 870, Vertrag von Ribemont 880), zum anderen Teil entstanden auf seinem Boden die neuen Königreiche Burgund (880), und Italien (872 bzw. 888). Die gemeinsame Geschichte der Gebiete des Mittelreichs endete nach wenigen Jahrzehnten. Im weiteren Verlauf der Geschichte verschmolzen die umstrittenen Gebiete mit dem Ostfrankenreich, mit dem Westfrankenreich, oder sie wandelten sich zu selbständigen Kleinstaaten.